# Interjectio columbiella
Interjectio columbiella är en fjärilsart som beskrevs av Mcdunnough 1935. Interjectio columbiella ingår i släktet Interjectio och familjen mott. Inga underarter finns listade i Catalogue of Life.